# Bret Iwan

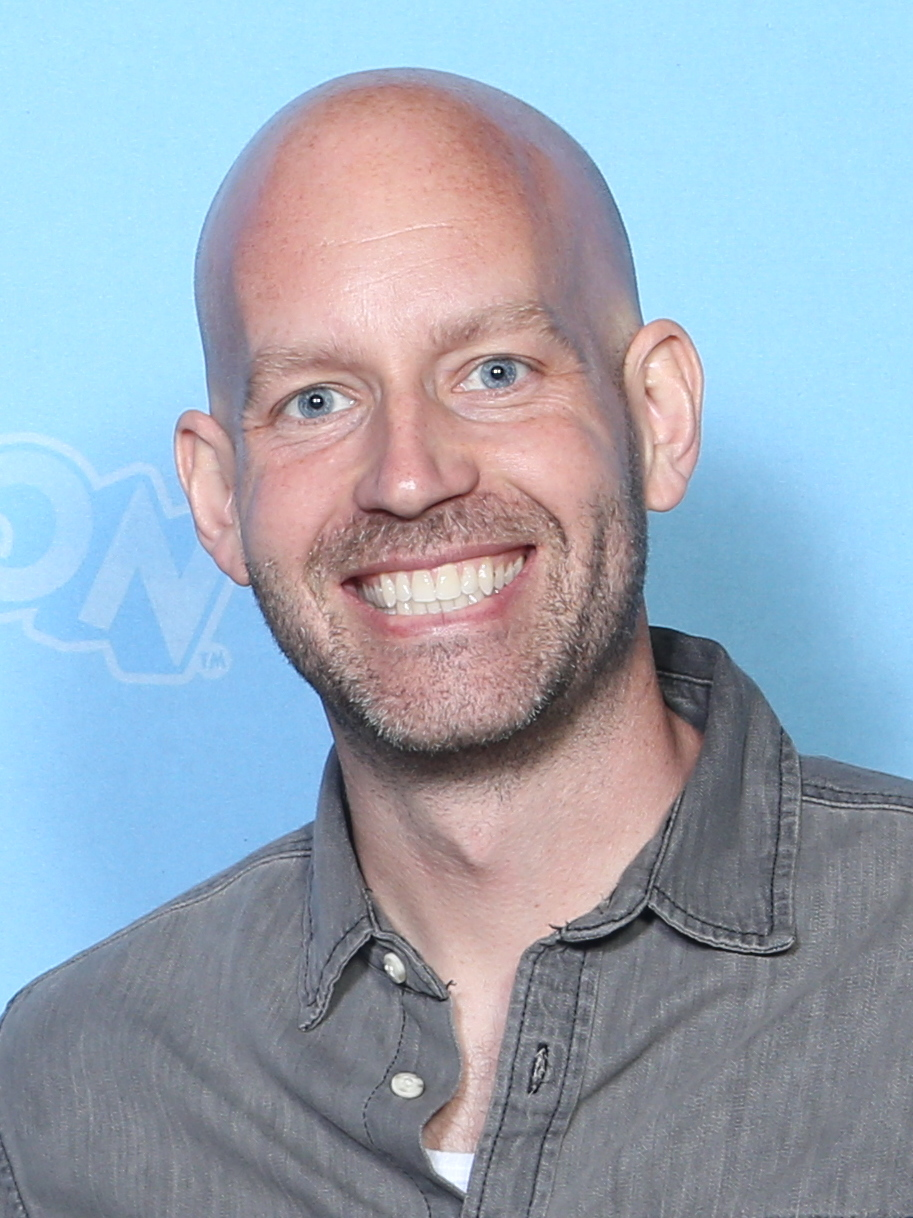
Bret Iwan na GalaxyCon em 2022

Bret Iwan (10 de setembro de 1982) é um dublador e ilustrador estadunidense. É o quarto e atual ator a fornecer a voz para Mickey Mouse, sucedendo Wayne Allwine.

## Dublagens
- Mickey Mouse Clubhouse
- Epic Mickey 2: The Power of Two
- Castle of Illusion Starring Mickey Mouse
- Disney Infinity